# Juan Crisóstomo Álvarez
Juan Crisóstomo Álvarez (San Miguel de Tucumán, 1819 - 17 de febrero de 1852) fue un militar argentino, que se distinguió en la guerra civil, luchando en el bando unitario.

## Biografía
Hijo de Francisco Álvarez y de Catalina Araóz de La Madrid, hermana del general Gregorio Aráoz de Lamadrid, a los 18 años era portaestandarte del Regimiento Escolta de Buenos Aires. Peleó a favor de Rosas en la Revolución de los Libres del Sur, de 1839.
El 30 de mayo de 1840 contrajo matrimonio con Francisca Araóz, hija de Cayetano Araóz y Matilde García, con quien tenía relación sanguínea de tercer grado.
Incorporado a las fuerzas de Lamadrid, viajó con él a Tucumán, donde cambió de bando y se convirtió en adversario del dictador porteño. Se destacó por su coraje en las campañas posteriores, especialmente durante las batallas de Angaco, donde continuó dirigiendo a sus hombres aún gravemente herido en la cabeza y Rodeo del Medio. Luego de esta última, grave derrota de los unitarios, cruzó la cordillera para exiliarse. Vivió pobremente en Chile y luego se enroló en el ejército de Bolivia. Fue separado del mismo en 1845, por su complicidad con la incursión a Jujuy de los emigrados argentinos capitaneados por Anselmo Rojo.
Más tarde, desde Montevideo fue, de incógnito, a Paraná donde cayó enfermo. Restablecido, se dirigió al Brasil en 1846. La nave en la que viajaba fue cañoneada y quedó extraviada en una isla; tras una serie de sacrificios e intentos de escapar, decidió entregarse.
Estuvo preso en Ramallo hasta 1848, año en que, por intercesión del embajador Southern, que estaba pactando el levantamiento del bloqueo inglés, recuperó su libertad. Volvió a Chile y se instaló en Copiapó.
Allí se enroló en la "División de Atacama" organizada por el gobierno conservador a través de José Joaquín Vallejo (Jotabeche) para atacar la ciudad de La Serena, en la provincia de Coquimbo, que se había rebelado contra la elección presidencial de Manuel Montt (1851). Esta división llegó a contar con más de 300 efectivos, muchos de ellos exiliados políticos argentinos de la dictadura de Juan Manuel de Rosas, que trabajaban en las ricas minas de plata cercanas a Copiapó, como Chañarcillo. Participó junto a Felipe Varela en varios combates del llamado Sitio de La Serena, siendo parte del saqueo y destrucción de la ciudad.
Posteriormente, en 1852, sabedor del Pronunciamiento de Urquiza, resolvió derrocar al gobernador tucumano Celedonio Gutiérrez. Tras algunas victorias iniciales, lo enfrentó en Rincón del Manantial, donde fue derrotado. Ignorando Gutiérrez que se había producido la batalla de Caseros, lo mandó fusilar dos días después, el 17 de febrero de 1852.